# Odds Ballklubb 2014
Questa voce raccoglie le informazioni riguardanti l'Odds Ballklubb nelle competizioni ufficiali della stagione 2014.

## Maglie e sponsor
Lo sponsor tecnico per la stagione 2014 fu Warrior Sports, mentre lo sponsor ufficiale fu Skagerak. La divisa casalinga fu composta da una maglietta bianca con inserti neri, pantaloncini neri e calzettoni bianchi. Quella da trasferta prevedeva invece una maglietta nera, pantaloncini bianchi e calzettoni neri.
| Casa | Trasferta |

## Rosa
| N. |                     | Ruolo | Calciatore               |
| -- | ------------------- | ----- | ------------------------ |
| 1  | Norvegia (bandiera) | P     | André Hansen             |
| 2  | Norvegia (bandiera) | D     | Emil Jonassen            |
| 3  | Norvegia (bandiera) | C     | Ardian Gashi             |
| 3  | Norvegia (bandiera) | D     | Fredrik Semb Berge       |
| 4  | Norvegia (bandiera) | D     | Vegard Bergan            |
| 5  | Norvegia (bandiera) | D     | Thomas Grøgaard          |
| 6  | Norvegia (bandiera) | C     | Christer Kleiven         |
| 7  | Norvegia (bandiera) | A     | Ole Jørgen Halvorsen     |
| 8  | Norvegia (bandiera) | C     | Jone Samuelsen           |
| 9  | Norvegia (bandiera) | A     | Henrik Kjelsrud Johansen |
| 10 | Albania (bandiera)  | C     | Herolind Shala           |
| 11 | Norvegia (bandiera) | A     | Frode Johnsen            |
| 12 | Norvegia (bandiera) | P     | Sondre Rossbach          |
| 14 | Norvegia (bandiera) | C     | Fredrik Nordkvelle       |

| N. |                      | Ruolo | Calciatore            |
| -- | -------------------- | ----- | --------------------- |
| 15 | Norvegia (bandiera)  | A     | Elbasan Rashani       |
| 16 | Norvegia (bandiera)  | C     | Jonathan Lindseth     |
| 18 | Finlandia (bandiera) | D     | Jarkko Hurme          |
| 19 | Norvegia (bandiera)  | A     | Snorre Krogsgård      |
| 20 | Norvegia (bandiera)  | C     | Fredrik Oldrup Jensen |
| 21 | Norvegia (bandiera)  | D     | Steffen Hagen         |
| 22 | Norvegia (bandiera)  | C     | Håvard Storbæk        |
| 23 | Norvegia (bandiera)  | D     | Lars-Kristian Eriksen |
| 24 | Norvegia (bandiera)  | P     | Viljar Myhra          |
| 25 | Norvegia (bandiera)  | A     | Mathias Fredriksen    |
| 26 | Nigeria (bandiera)   | A     | Bentley               |
| 27 | Norvegia (bandiera)  | C     | Erik Eikeng           |
| 28 | Norvegia (bandiera)  | C     | Jonas Sandnes         |
| 29 | Norvegia (bandiera)  | D     | Erik Rosland          |

## Calciomercato

### Sessione invernale(dal 01/01 al 31/03)
| Arrivi           | Arrivi                   | Arrivi        | Arrivi        |
| R.               | Nome                     | da            | Modalità      |
| ---------------- | ------------------------ | ------------- | ------------- |
| D                | Jarkko Hurme             |               | svincolato    |
| C                | Jonathan Lindseth        | Pors Grenland | definitivo    |
| A                | Bentley                  |               | svincolato    |
| A                | Henrik Kjelsrud Johansen | Haugesund     | definitivo    |
| Altre operazioni |                          |               |               |
| R.               | Nome                     | da            | Modalità      |
| D                | Paul Addo                | Strømmen      | fine prestito |
| A                | George White Agwuocha    | Strømmen      | fine prestito |

| Partenze | Partenze              | Partenze | Partenze   |
| R.       | Nome                  | a        | Modalità   |
| -------- | --------------------- | -------- | ---------- |
| D        | Paul Addo             |          | svincolato |
| D        | Morten Fevang         |          | svincolato |
| D        | Niklas Gunnarsson     |          | svincolato |
| A        | Mattias Andersson     |          | ritiro     |
| A        | Snorre Krogsgård      |          | svincolato |
| A        | George White Agwuocha | Strømmen | prestito   |

### Sessione estiva(dal 15/07 all'11/08)
| Arrivi | Arrivi           | Arrivi      | Arrivi     |
| R.     | Nome             | da          | Modalità   |
| ------ | ---------------- | ----------- | ---------- |
| C      | Ardian Gashi     | Helsingborg | definitivo |
| A      | Snorre Krogsgård | Fram Larvik | definitivo |

| Partenze | Partenze           | Partenze | Partenze   |
| R.       | Nome               | a        | Modalità   |
| -------- | ------------------ | -------- | ---------- |
| D        | Fredrik Semb Berge | Brøndby  | definitivo |
| A        | Elbasan Rashani    | Brøndby  | definitivo |

## Risultati

### Eliteserien

#### Girone di andata
| Arbitro: | Hobber Nilsen (Oslo) |

|            |           |             |
| Lennon 75’ | Marcatori | 85’ Johnsen |

| Arbitro: | Døvle (Larvik) |

|                           |           |                 |
| Rashani 50’ Samuelsen 53’ | Marcatori | 41’ Berg Hestad |

| Arbitro: | Moen (Haugesund) |

|                                 |           |  |
| Strandberg 4’ Bille Nielsen 90’ | Marcatori |  |

| Arbitro: | Skjerven (Kaupanger) |

|                                   |           |          |
| Fontanello 54’ (aut.) Rashani 68’ | Marcatori | 74’ Boli |

| Arbitro: | Staberg (Harstad) |

|                      |           |               |
| Kovács 10’ Sætra 20’ | Marcatori | 43’ Samuelsen |

| Arbitro: | Hagen (Grue) |

|                           |           |  |
| Samuelsen 17’ Johnsen 86’ | Marcatori |  |

| Arbitro: | Johnsen (Tønsberg) |

|             |           |             |
| Ingason 86’ | Marcatori | 77’ Rashani |

| Arbitro: | Rafiq (Oslo) |

|  |           |                          |
|  | Marcatori | 11’ Ringstad 40’ Lundemo |

| Arbitro: | Skjerven (Kaupanger) |

|            |           |                       |
| Fevang 51’ | Marcatori | 40’ Shala 90’ Storbæk |

| Arbitro: | Hansen (Feda) |

|                    |           |            |
| Samuelsen 18’, 30’ | Marcatori | 50’ Tollås |

| Arbitro: | Helgerud (Lier) |

|  |           |                   |
|  | Marcatori | 66’ (aut.) Owello |

| Skien 9 giugno 2014, ore 18:00 12ª giornata | Odd                | 0 – 0 referto | Sogndal | Skagerak Arena (6.398 spett.)\| Arbitro: \| Hafsås (Trondheim) \| |
| Arbitro:                                    | Hafsås (Trondheim) |               |         |                                                                   |

| Arbitro: | Rafiq (Oslo) |

|  |           |           |
|  | Marcatori | 29’ Hurme |

| Arbitro: | Edvartsen (Hamar) |

|                                 |           |                                 |
| Hagen 14’ Gunnarsson 41’ (aut.) | Marcatori | 27’ Mathisen 79’ (aut.) Eriksen |

| Arbitro: | Døvle (Larvik) |

|  |           |                                         |
|  | Marcatori | 69’ Samuelsen 72’ Rashani 78’ Halvorsen |

#### Girone di ritorno
| Skien 20 luglio 2014, ore 18:00 16ª giornata | Odd                  | 0 – 0 referto | Haugesund | Skagerak Arena (5.728 spett.)\| Arbitro: \| Skjerven (Kaupanger) \| |
| Arbitro:                                     | Skjerven (Kaupanger) |               |           |                                                                     |

| Arbitro: | Hobber Nilsen (Oslo) |

|            |           |                                          |
| Psyché 75’ | Marcatori | 43’ Samuelsen 84’ Nordkvelle 88’ Storbæk |

| Arbitro: | Berntsen (Vang) |

|                                         |           |             |
| Johnsen 52’ Oldrup Jensen 67’ Shala 90’ | Marcatori | 48’ Midtsjø |

| Arbitro: | Døvle (Larvik) |

|           |           |  |
| Shala 79’ | Marcatori |  |

| Arbitro: | Moen (Haugesund) |

|          |           |                                   |
| Boli 28’ | Marcatori | 37’ Shala 43’ Halvorsen 45’ Hagen |

| Arbitro: | Hobber Nilsen (Oslo) |

|                                          |           |              |
| Bentley 57’ Storbæk 75’ Johnsen 87’, 90’ | Marcatori | 12’ Børufsen |

| Arbitro: | Sandmoen (Kjelsås) |

|                      |           |                         |
| Berge 16’ Castro 65’ | Marcatori | 20’ Samuelsen 79’ Shala |

| Arbitro: | Døvle (Larvik) |

|                                                |           |                  |
| Samuelsen 8’ Bentley 50’ Johnsen 52’ Shala 71’ | Marcatori | 4’ (aut.) Hansen |

| Arbitro: | Staberg (Harstad) |

|                              |           |  |
| Vaagan Moen 30’ Ringstad 71’ | Marcatori |  |

| Arbitro: | Berntsen (Vang) |

|                                                                   |           |  |
| Karadas 31’ (aut.) Johnsen 66’ Shala 70’ (rig.) Mojsov 89’ (aut.) | Marcatori |  |

| Arbitro: | Lundby (Bøverbru) |

|                          |           |                  |
| Barrantes 40’ Latifu 90’ | Marcatori | 73’, 82’ Johnsen |

| Arbitro: | Skjerven (Kaupanger) |

|                                        |           |                                 |
| Bentley 21’ Shala 35’ Johnsen 58’, 83’ | Marcatori | 13’ Richards 45’, 62’ P. Ndiaye |

| Arbitro: | Hansen (Feda) |

|           |           |                       |
| Zahid 79’ | Marcatori | 14’ Shala 32’ Storbæk |

| Arbitro: | Moen (Haugesund) |

|  |           |              |
|  | Marcatori | 50’ Skjelvik |

| Arbitro: | Berntsen (Vang) |

|                       |           |  |
| Hussain 70’ Chima 75’ | Marcatori |  |

### Norgesmesterskapet
| Arbitro: | Fjellvang |

|  |           |                                                              |
|  | Marcatori | 17’, 83’ Kjelsrud Johansen 61’ (aut.) Helgerud 71’ Halvorsen |

| Arbitro: | Larsen |

|                        |           |                                          |
| Pietroń 71’ Adzić 103’ | Marcatori | 74’ Shala 97’, 103’ Johnsen 100’ Storbæk |

| Arbitro: | Johnsen (Tønsberg) |

|  |           |                                              |
|  | Marcatori | 5’ Bentley 35’ Nordkvelle 45’, 48’ Halvorsen |

| Arbitro: | Staberg (Harstad) |

|                                     |           |                            |
| Johnsen 51’, 58’ Bentley 90’ (rig.) | Marcatori | 68’ Høgh 78’ Fredheim Holm |

| Arbitro: | Hafsås (Trondheim) |

|                            |           |               |
| Shala 66’, 87’ Johnsen 78’ | Marcatori | 24’ Huseklepp |

| Arbitro: | Moen (Haugesund) |

|                                                      |           |                           |
| Shala 49’ (rig.), 71’ Halvorsen 58’, 90’ Johnsen 66’ | Marcatori | 38’ Zajić 77’ Þórarinsson |

| Arbitro: | Hafsås (Trondheim) |

|                                 |           |  |
| Gulbrandsen 73’ Elyounoussi 88’ | Marcatori |  |